# Evangelische Stadtkirche Wermelskirchen

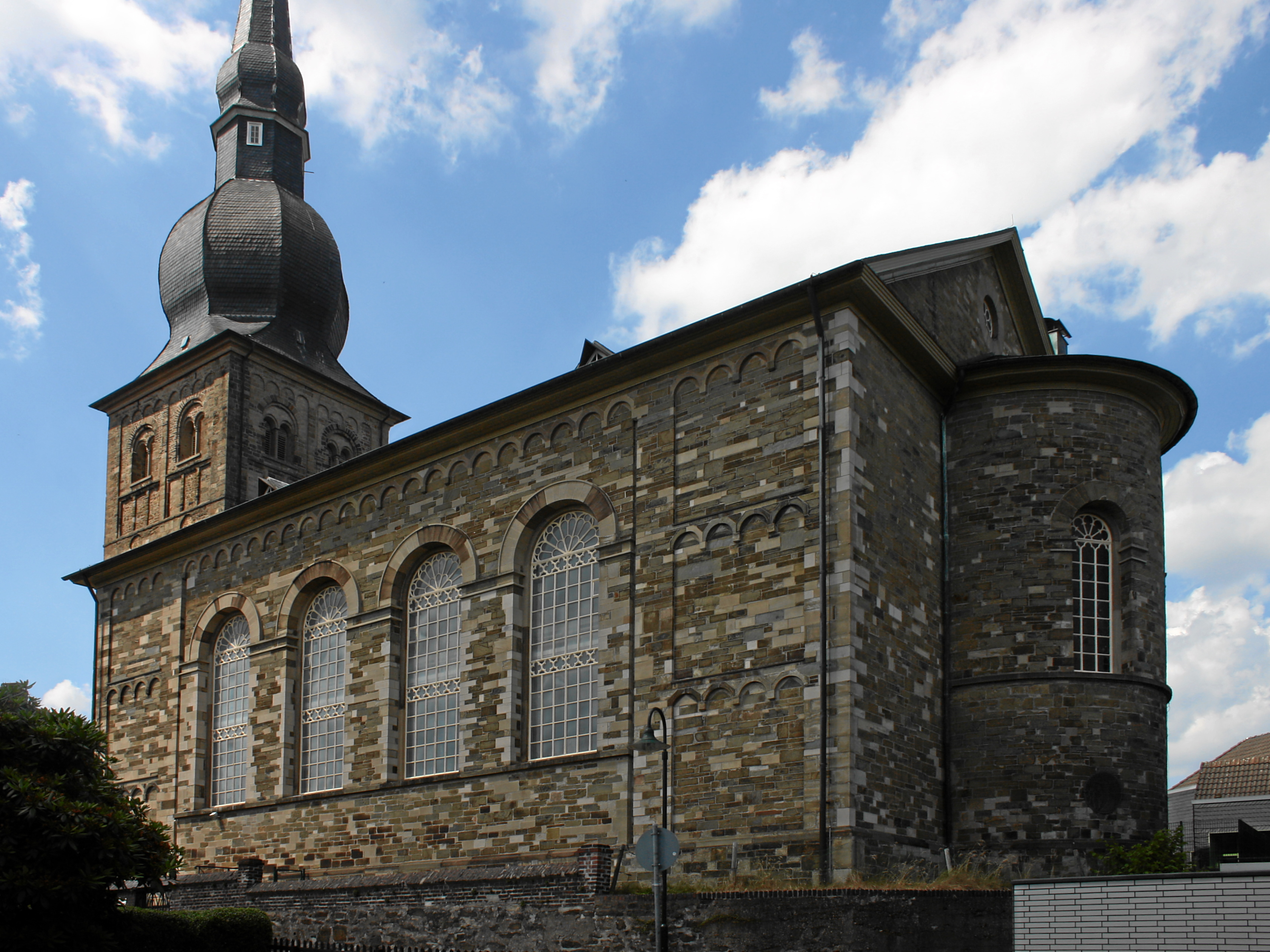
Die evangelische Stadtkirche von Wermelskirchen von Südosten aus gesehen

Die Stadtkirche ist die evangelische Hauptpfarrkirche von Wermelskirchen (Rheinisch-Bergischer Kreis) in Nordrhein-Westfalen. Die Kirchengemeinde gehört zum Kirchenkreis Lennep der Evangelischen Kirche im Rheinland.

## Bau und Baugeschichte
Die ursprüngliche dem heiligen Bartholomäus geweihte Kirche wurde erstmals um 1300 im liber valoris erwähnt, der heute noch erhaltene romanische Turm von der Wende des 11. zum 12. Jahrhundert deutet jedoch auf ein höheres Alter hin. Das Patronatsrecht besaß das Kölner Andreasstift. Um 1560 wurde an der Kirche die Reformation eingeführt.
Das jetzige Erscheinungsbild der Kirche setzt sich zusammen aus Elementen dreier Kunstepochen. Der Turm ist im Mauerwerk romanisch, trägt aber einen spätbarocken Helm aus der zweiten Hälfte des 18. Jahrhunderts. Das Langhaus entstand im 19. Jahrhundert im Stil des preußischen Neoklassizismus.
Das heutige Langhaus ist ein klassizistischer Saalbau, gefertigt aus Naturwerkstein und in seinem Dekor an den romanischen Turm angepasst. Es wurde 1838 errichtet auf den Fundamenten einer dreischiffigen romanischen Basilika mit Dreiapsidenschluss und ersetzte das ursprüngliche Langhaus, das kurz zuvor niedergelegt worden war. Dessen Ausstattung war schon 1662 beseitigt worden, um die Kirche der Reformation anzupassen. Der heutige mit einem flachen Satteldach gedeckte, breit rechteckige Baukörper ist im Osten durch eine kleine Apsis erweitert. An beiden Längsseiten sind je vier hohe Rundbogenfenster eingesetzt, die viel Licht ins Innere lassen.

## Turm
Der erhaltene viergeschossige Westturm wurde aus Sandstein und Tuff errichtet und zeigt eine reiche Gliederung aus Lisenen, Rundbogenfriesen, Kleeblattbogenblenden und gekuppelten Schallarkaden. Im zweiten Geschoss befindet sich die Michaelskapelle. Der Turm erhielt 1765 eine neue Schweifhaube mit bekrönender Zwiebelspitze.
An der Westseite, deutlich aus der Turmwand herausragend, befindet sich das Turmportal, das ursprünglich der einzige Zugang zur Kirche war. Es ist rundbogig mit drei sich verjüngenden Laibungen und erinnert insgesamt an einen antiken Triumphbogen.

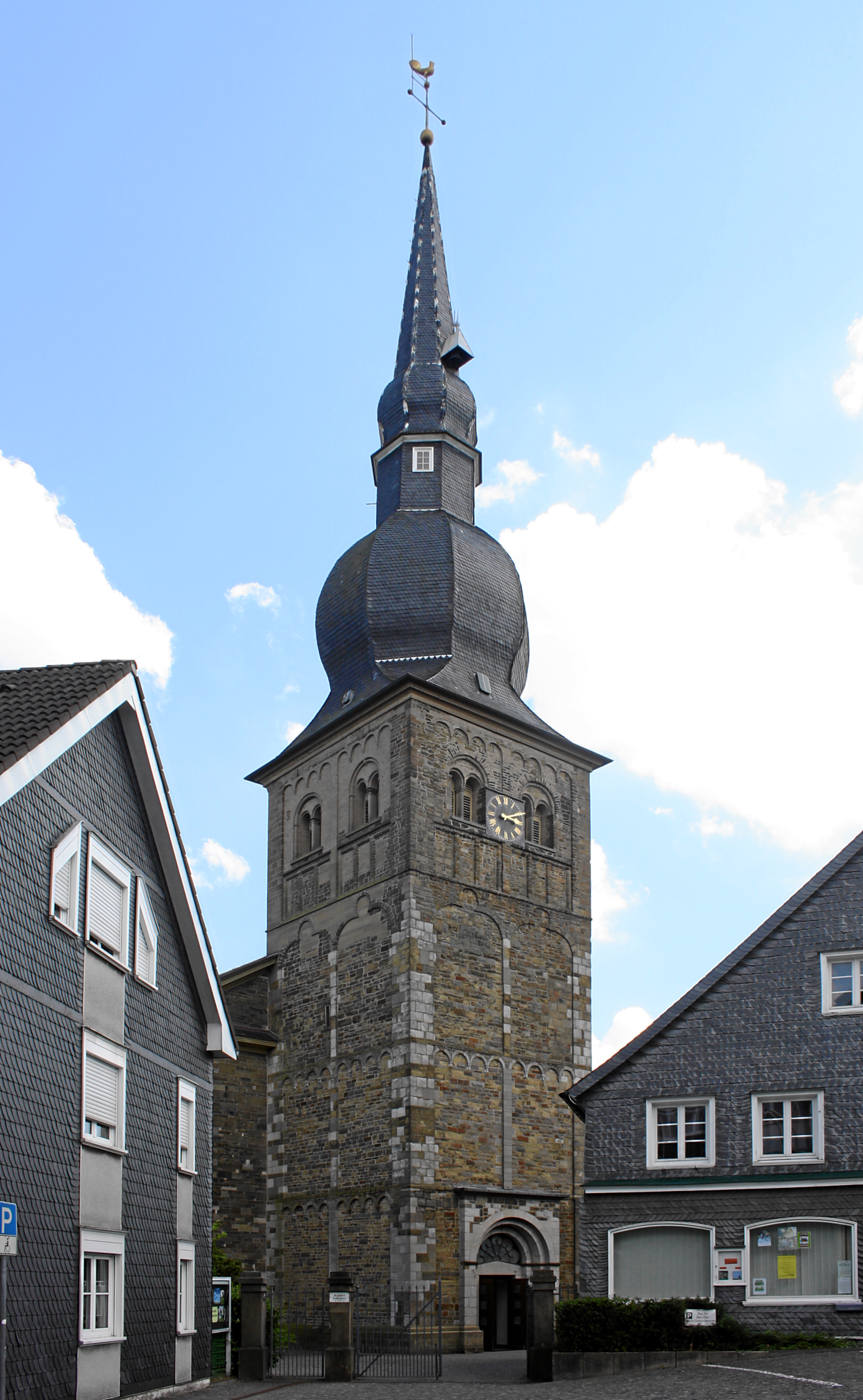
Romanischer Turm mit Barockhaube
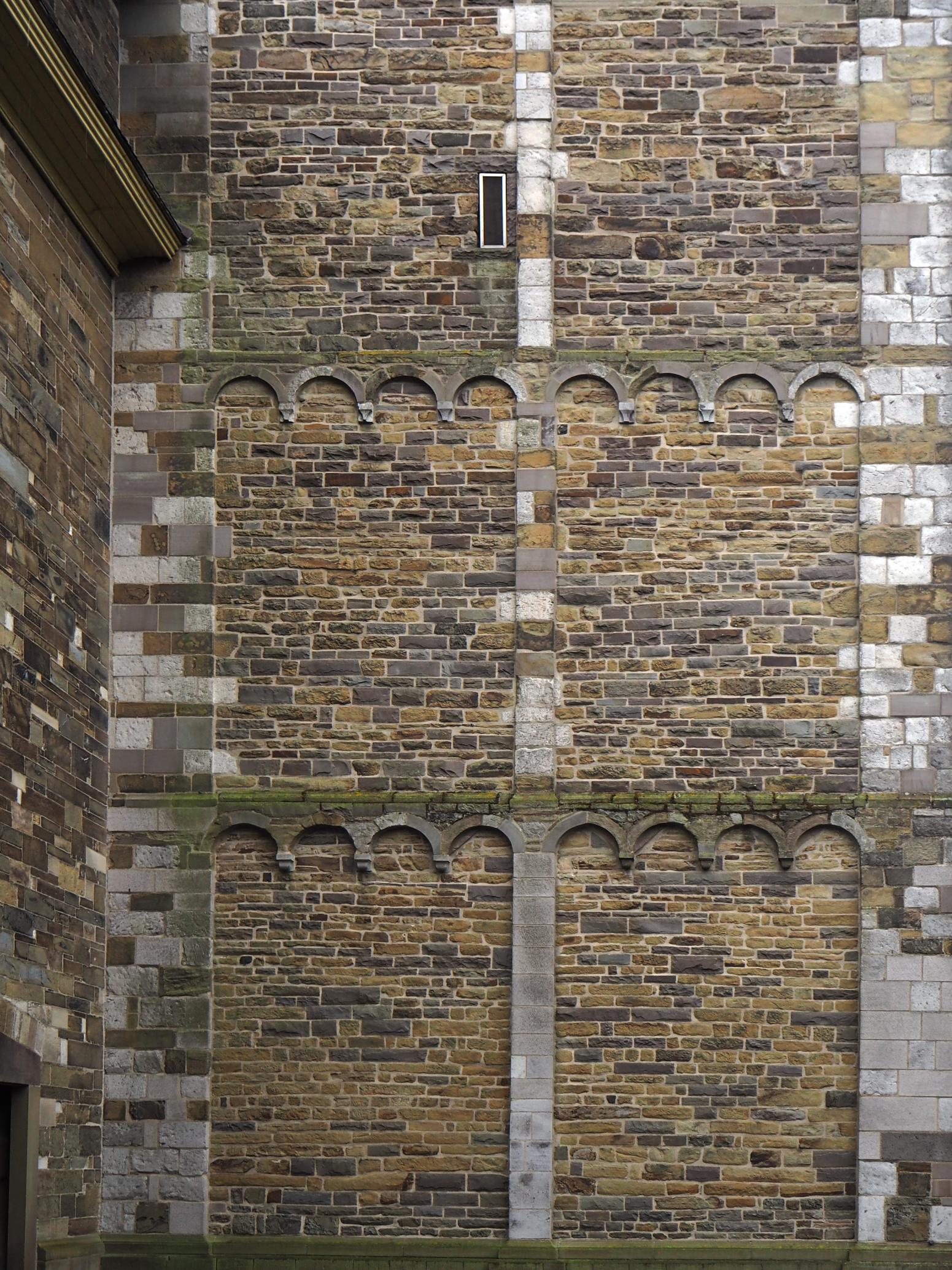
Mauerwerk der Nordwand
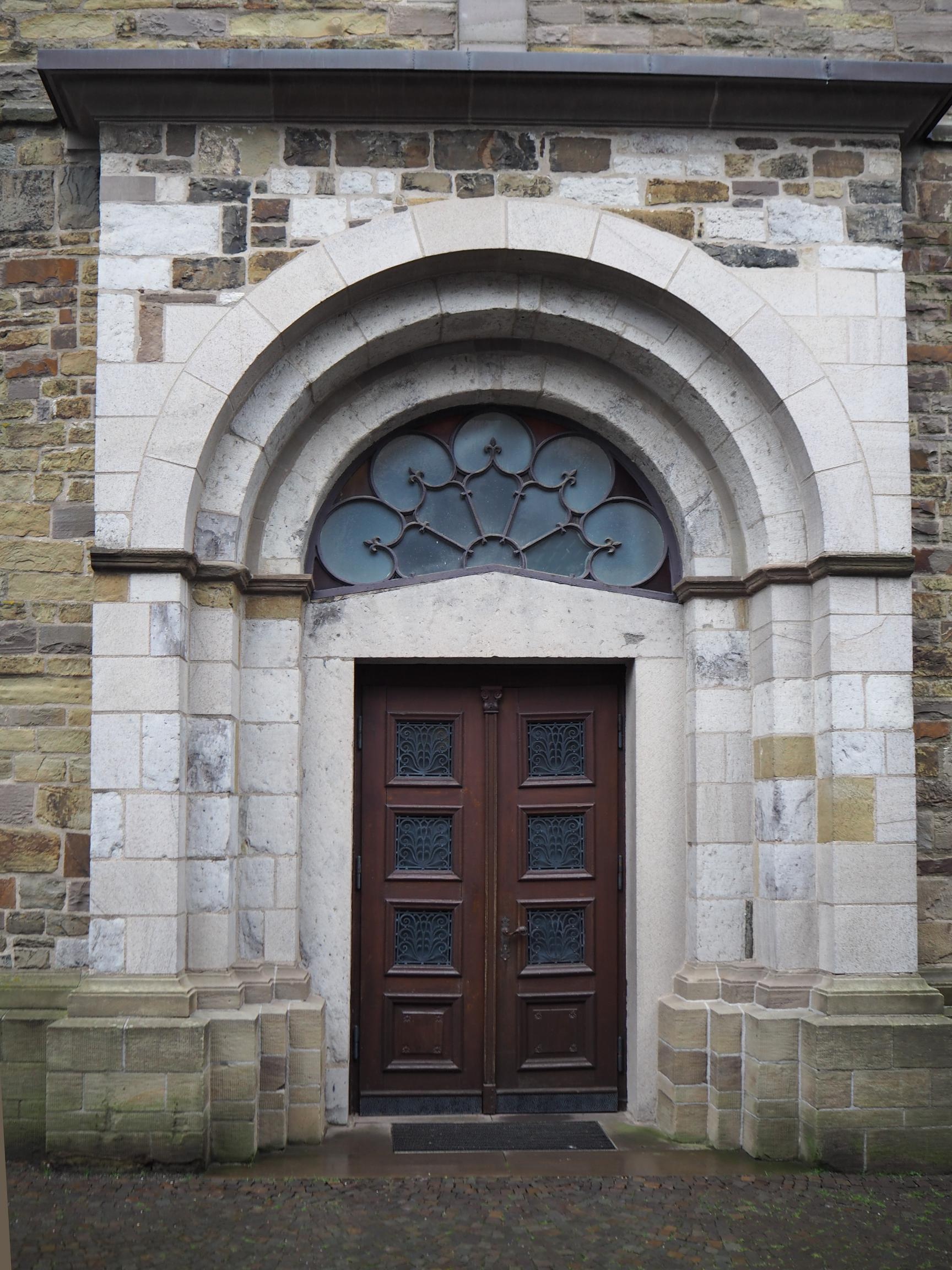
Westportal

## Inneres und Ausstattung

### Langhaus
Das Innere des Langhauses macht einen nüchternen Eindruck. Das beruht auf dem Fehlen von bildlichen Darstellungen und dem sparsamen Einsatz von Dekorelementen.  Polygonale Pfeiler stützen die durchgängig angebrachten Emporen. Auch zwischen den Emporen und der Decke sind Pfeiler eingesetzt. Die flache Decke ist entsprechend in drei Felder aufgeteilt, ein großes mittleres und zwei kleinere über den Emporen. So entsteht der Eindruck einer dreischiffigen Kirche, obwohl es sich um einen Saalbau handelt. Die Pfeiler tragen an ihren Kapitellen gusseiserne Akanthusornamente. Diese wurden, wie auch einige andere Verzierungen, bei der letzten Renovierung mit einem Goldanstrich versehen.

### Kanzelwand und der Abendmahlstisch
Die Kanzelwand ist so vor der Apsis angebracht, dass sie diese teilweise verdeckt. Sie ist durch gotisierende Lanzettfenster gegliedert. Oben – zentral im Raum – befindet sich die Kanzel, deren oberer Teil machtvoll über die Wand hinausragt. Der Korb und der Schalldeckel sind mit historistischem Dekor versehen, gotischen und romanischen Vorbildern nachempfunden. Der wannenförmige Abendmahlstisch steht mittig vor der Kanzelwand.

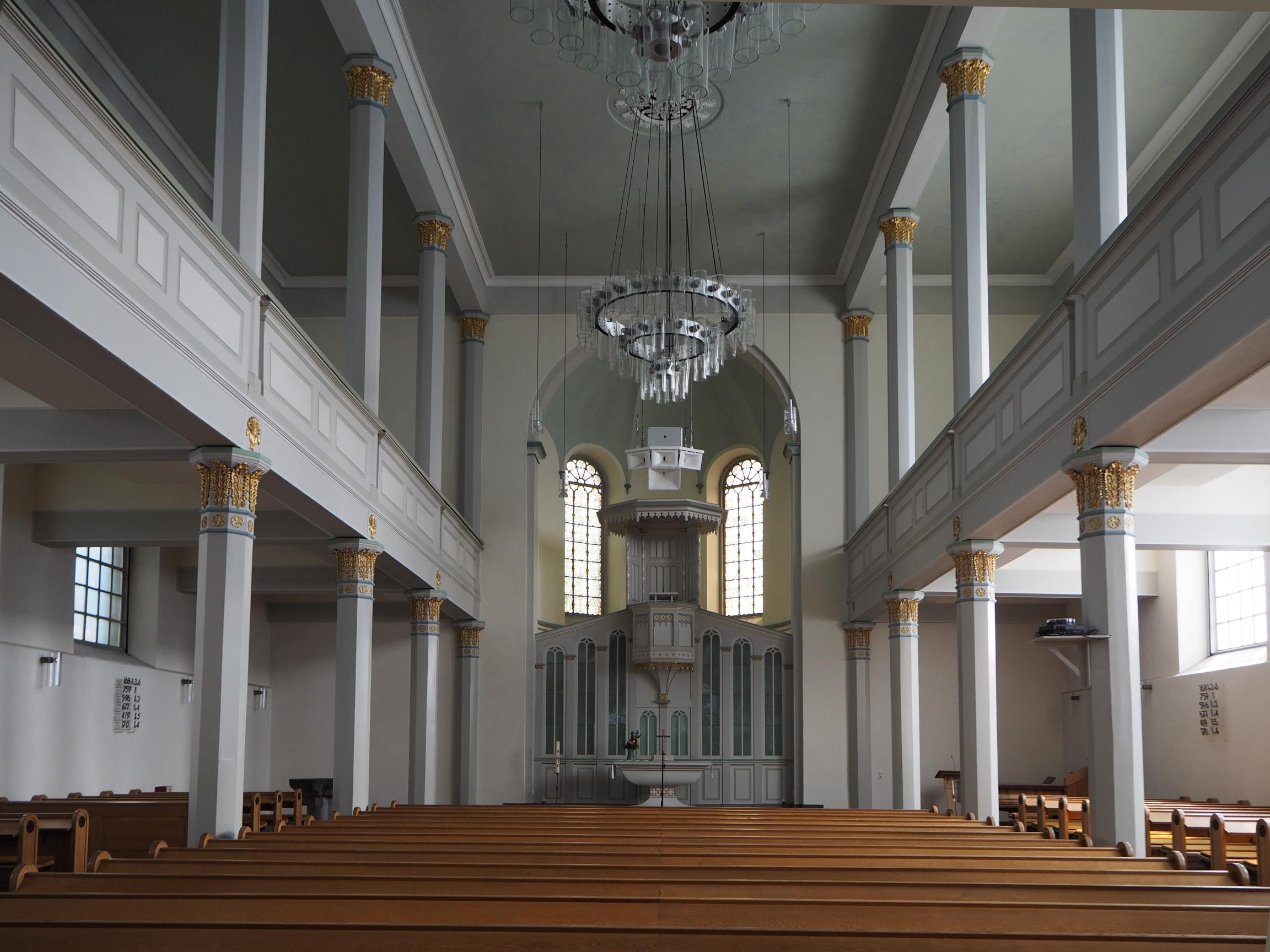
Langhaus nach Osten mit hohen Emporen
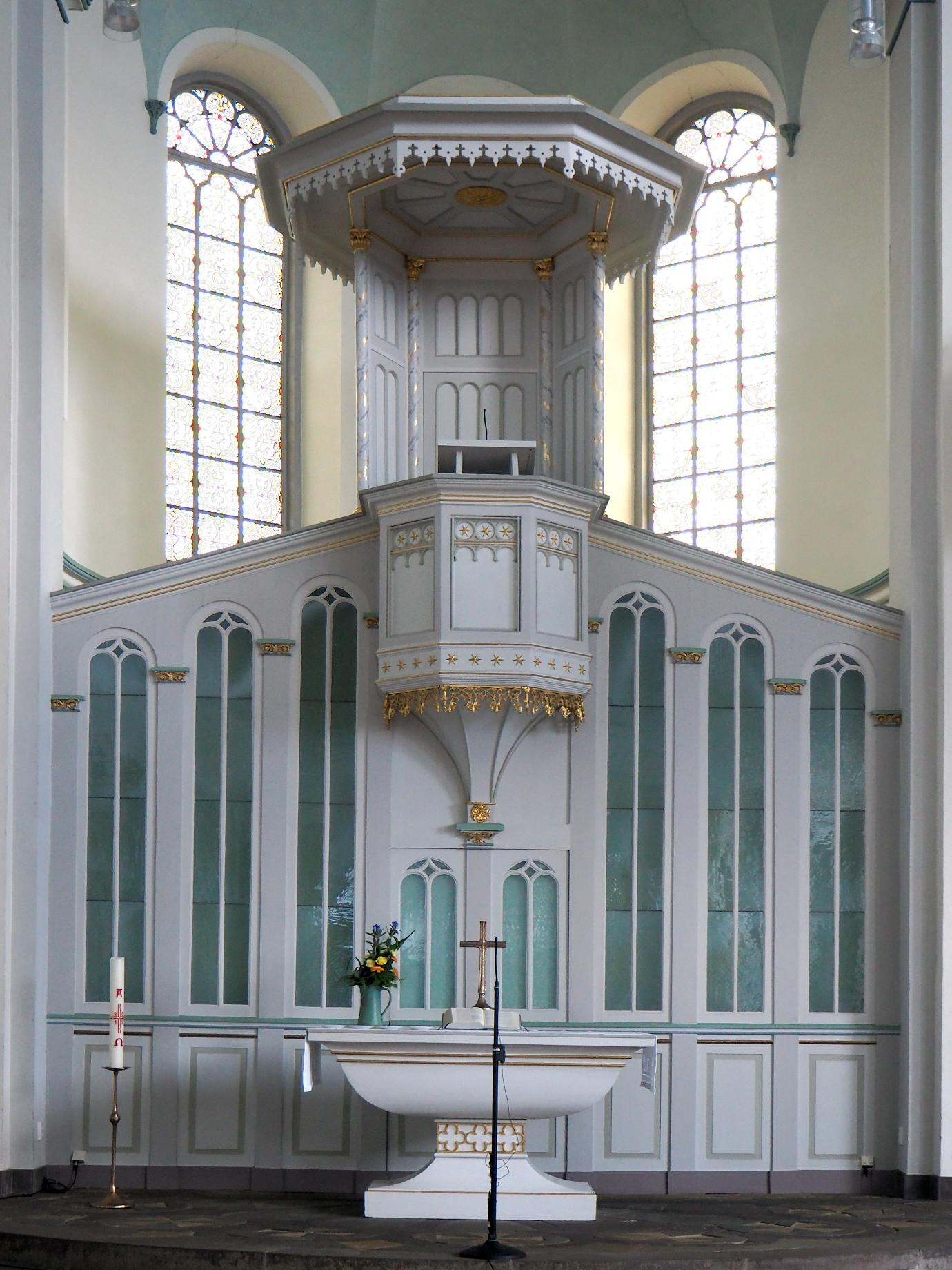
Kanzelwand mit Abendmahlstisch

### Taufstein

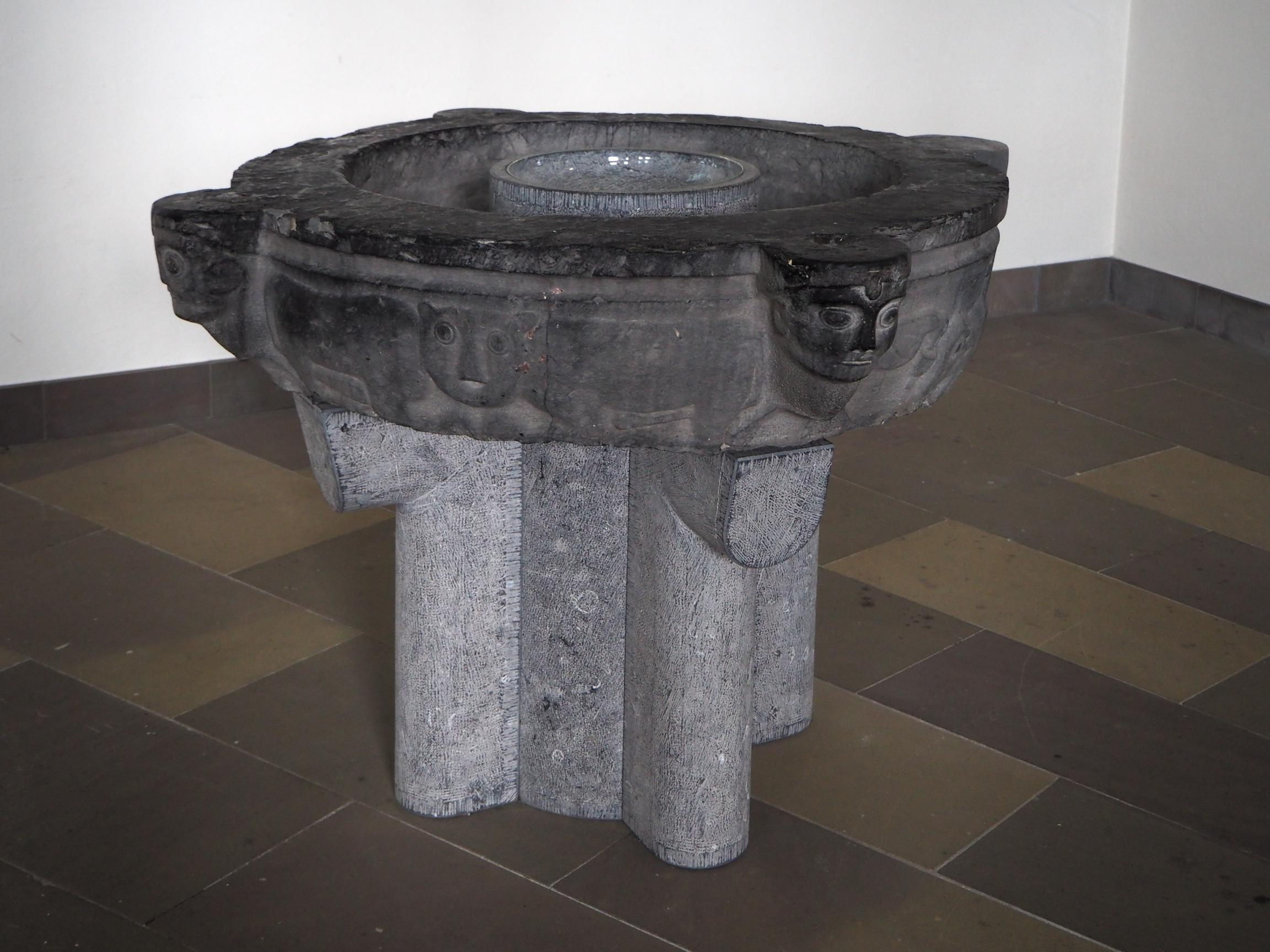
Taufstein aus dem 12. Jahrhundert

Das älteste Ausstattungsstück der Kirche und damit der älteste Kunstgegenstand der Stadt ist der Taufstein. Er wurde um 1180 aus Trachyt gefertigt, das aus dem Siebengebirge stammt. Das große Taufbecken mit einem Durchmesser von 123 cm weist darauf hin, dass die Kinder ursprünglich ganz ins Wasser getaucht wurden. Am oberen Beckenrand sind vier maskierte Köpfe dargestellt, die die vier Flüsse des Paradieses symbolisieren. Zwischen den Köpfen, etwas tiefer angeordnet, finden sich Reliefs von Fabelwesen aus dem Tierreich, u. a. ein zweileibiger Löwe. Sie symbolisieren vermutlich dämonische Mächte.
In der näheren Umgebung, wie auch am Niederrhein, in Belgien und Nordfrankreich findet man mehrfach diese Form des Taufbeckens. Sie hat sich in der belgischen Provinz Namur entwickelt.

### Orgel

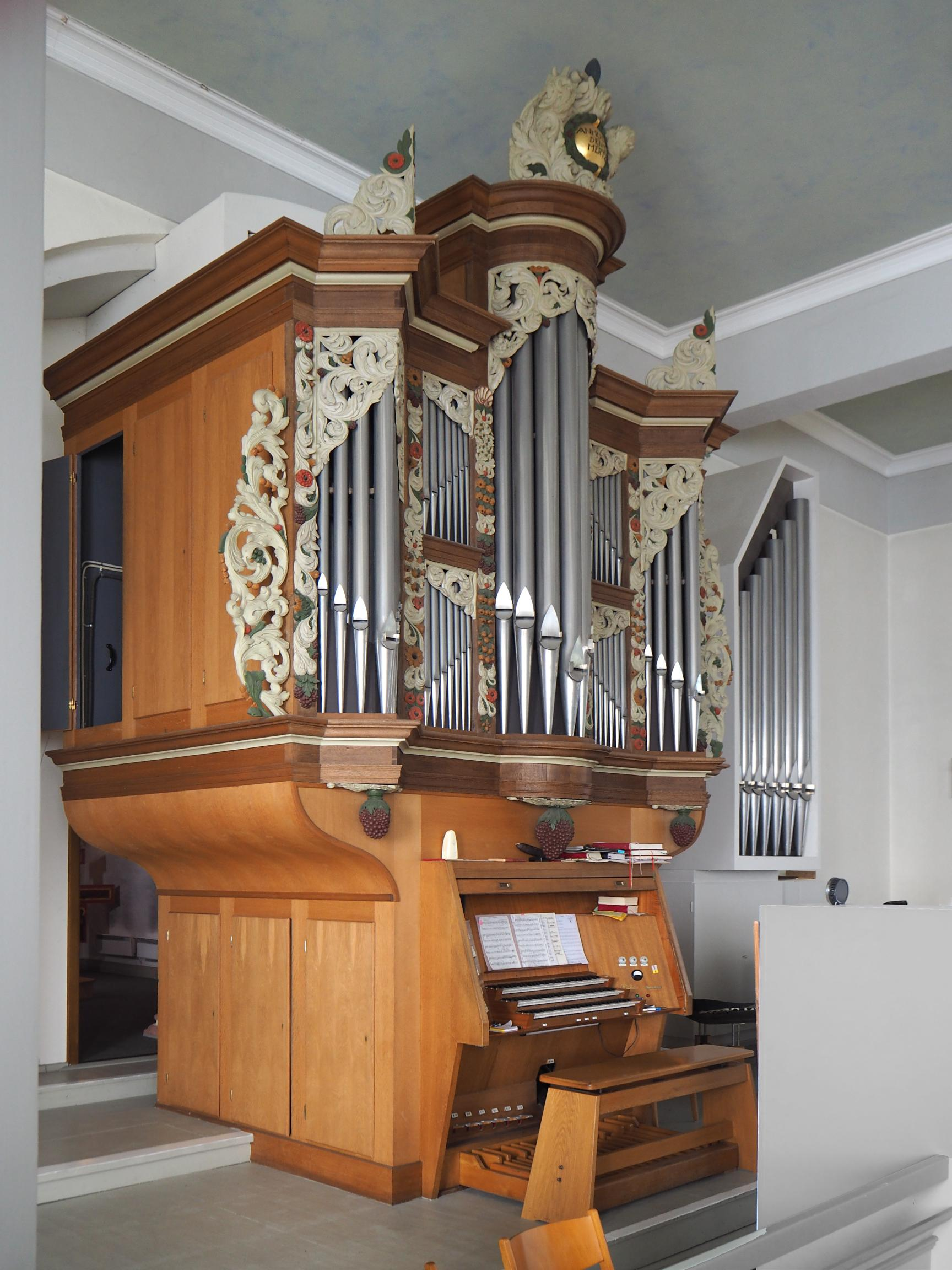
Peter-Orgel mit barockem Prospekt

Aus der Barockzeit ist der zentrale Orgelprospekt einer Vorgängerorgel erhalten, die 1713 vermutlich von Peter Weidtmann gebaut wurde. Nach dem Kirchenneubau folgte ein Erweiterungsumbau der Orgel durch Christian Roetzel und 1869 eine Erneuerung durch die Gebrüder Euler. Die Firma Walcker führte 1942 hinter dem historischen Prospekt einen weiteren Umbau durch. Die jetzige Orgel wurde 1969 von der Firma Willi Peter in Köln gebaut. Die beiden Pedaltürme und das Rückpositiv sind im nüchternen Stil der 1960er Jahre ausgeführt. Die Orgel hat drei Manuale und Pedal, 28 klingende Register und eine mechanische Tastatur. Aufgrund schadhafter Elektronik wurde die Orgel im Oktober 2017 stillgelegt. Eine Sanierung und Erweiterung ist in Vorbereitung.
| I Hauptwerk C–a3 |       |
| Metallbordun     | 16′   |
| Prinzipal        | 8′    |
| Bleigedackt      | 8′    |
| Oktave           | 4′    |
| Rohrflöte        | 4′    |
| Querflöte        | 2′    |
| Nachthorn III    |       |
| Mixtur III       | 1 ⁄3′ |
| Zimbel III       | 1⁄3′  |
| Trompete         | 8′    |
| Tremulant        |       |

| II Schwellpositiv C–a3 |       |
| Gedackt                | 8′    |
| Viola di Gamba         | 8′    |
| Prinzipal              | 4′    |
| Waldflöte              | 2′    |
| Hintersatz VI          | 1 ⁄3′ |
| Trichterregal          | 8′    |
| Tremulant              |       |

| III Positiv C–a3 |       |
| Rohrflöte        | 8′    |
| Blockflöte       | 4′    |
| Prinzipal        | 2′    |
| Quinte           | 1 ⁄3′ |
| Scharff III      | 1′    |
| Krummhorn        | 8′    |
| Tremulant        |       |

| Pedal C–f1      |       |
| Untersatz       | 16′   |
| Offenbaß        | 8′    |
| Kammerbaß       | 8′    |
| Rauschpfeife IV | 2 ⁄3′ |
| Fagott          | 16′   |

- Koppeln: II/I, I/P, II/P
- Spielhilfe: 3-fach Setzer

Im Jahr 2016 erwarb die Gemeinde eine englische Orgel von Peter Conacher aus dem Jahr 1906. Sie stand bis 2015 in der St. Luke’s Church in Winnington. Das Instrument soll auxiliar von der Peter-Orgel angespielt werden können und diese erweitern. Die Conacher-Orgel verfügt über 23 Register auf zwei Manualen und Pedal mit folgender Disposition:
| I Great C–     |       |
| Open Diapason  | 8′    |
| Viola          | 8′    |
| Dulciana       | 8′    |
| Clarabella     | 8′    |
| Harmonic Flute | 4′    |
| Principal      | 4′    |
| Twelfth        | 2 ⁄3′ |
| Fifteenth      | 2′    |
| Trumpet        | 8′    |
| Clarinet       | 8′    |

| II Swell C–      |     |
| Bourdon          | 16′ |
| Open Diapason    | 8′  |
| Stopped Diapason | 8′  |
| Salicional       | 8′  |
| Voix Celestes    | 8′  |
| Principal        | 4′  |
| Flute            | 4′  |
| Mixture III      |     |
| Cornopean        | 8′  |
| Oboe             | 8′  |

| Pedal C–      |     |
| Open Diapason | 16′ |
| Bourdon       | 16′ |
| Bass Flute    | 8′  |

- Koppeln: II/I, I/P, II/P
- Tremulant

### Michaelskapelle

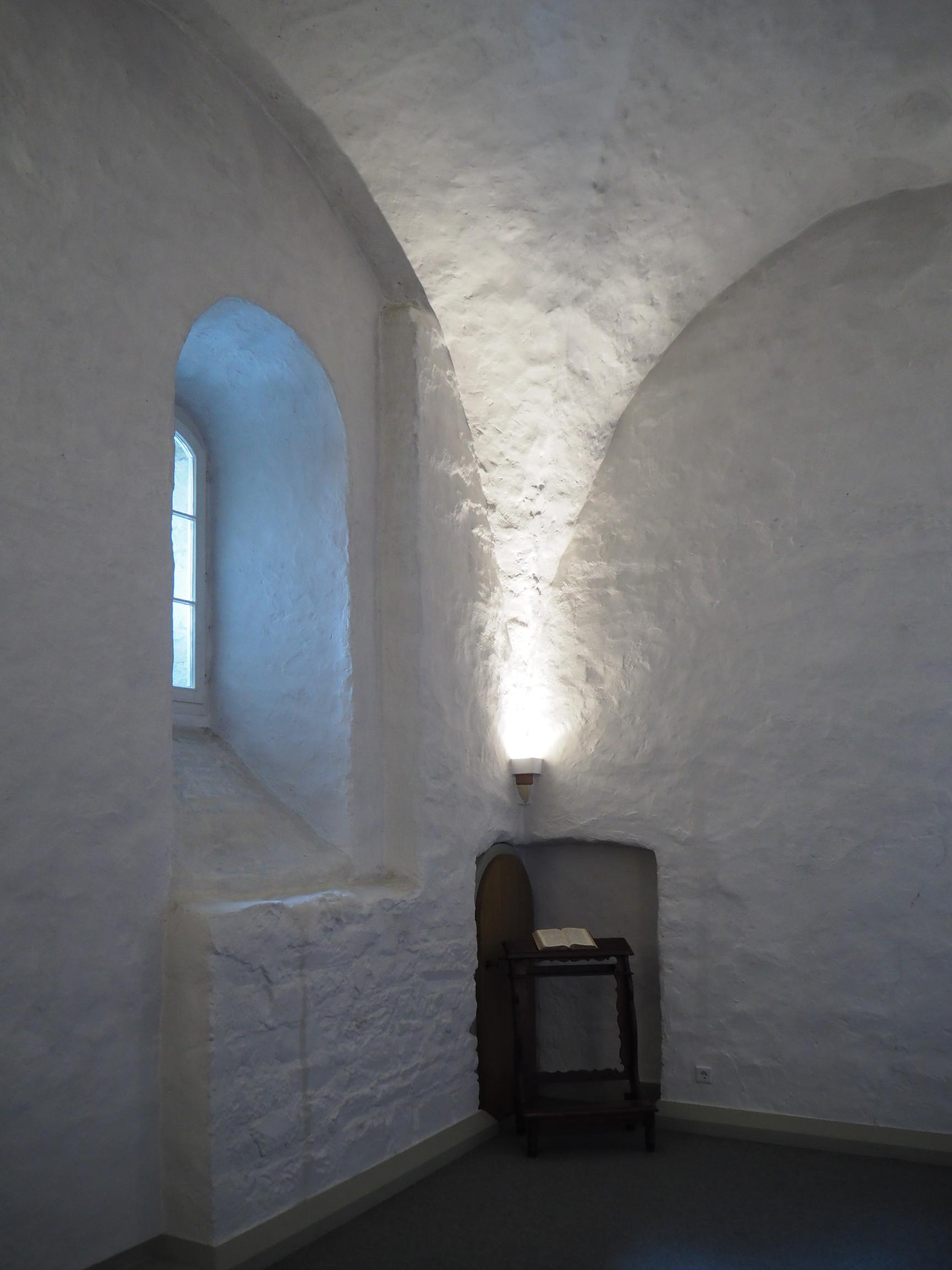
Michaelskapelle

Die Michaelskapelle im zweiten Geschoss des Turmes ist seit der letzten Renovierung im Jahr 2002 wieder zugänglich. Sie ist der älteste, noch ursprünglich romanisch erhaltenen Raum der Kirche. Der im Grundriss quadratische Raum wird von einem Kreuzgratgewölbe überdeckt. Er öffnete sich ursprünglich in einer Doppelarkade zum Mittelschiff hin.